# Jovan Došenović
Jovan Atanasijev Došenović (serbio cirílico: Јован Атанасијев Дошеновић, húngaro: Dosenovics János Atanáz; 20 de octubre de 1781 — 1813) fue un filósofo serbio, poeta y traductor, uno de los primeros serbios en hacer estudios sobre estética.

## Biografía
Jovan era hijo de Atanasije Došenović. Estudió en la Universidad de Padua, donde obtuvo su Doctorado en Filosofía y otros títulos académicos. Vivió un tiempo en casa de su padre después de regresar a Lika, y luego trabajó como contable en Trieste, en una gran tienda propiedad de la amiga de Dositej Obradović, Draga Teodorović. Permaneció allí hasta 1809, cuando fue a Pešta para publicar sus escritos. "Le recomiendo, hermano", le dijo Draga en su despedida, "que escriba y trabaje, hay un mundo frente a los ojos de todos". "Y mientras tengamos dinero", respondió felizmente Došenović. En Pešta imprimió su antología de poemas; Čislenica ili Nauka računa, Parte I, y se estaba preparando para publicar más. Allí enfermó, pero se recuperó rápidamente. Después de este evento, el rastro en Jovan se pierde. Sin embargo, se sabe que en 1811 Došenović todavía estaba vivo; En 1815 ha sido mencionado entre escritores serbios fallecidos. Además del idioma italiano en el que estudió, pudo hablar francés y alemán. Después de encontrar información sobre su trabajo, Jernej Kopitar solía colocar los humildes comienzos de Došenović entre los mejores productos de la literatura serbia de esa época, y en las discusiones literarias (a través de cartas enviadas a amigos) mencionó el nombre de Došenović varias veces.

## Obra literaria y crítica.
Los poemas de Jovan Došenović se pueden dividir por origen, tema y forma. En el primer caso, solía traducir más que escribir por su cuenta. Su importancia literaria-histórica es que aparece como la primera persona que estaba familiarizada con el arte y la poesía de otros, y es la primera persona que comenzó a traducir poemas de otros idiomas. Solo de esta manera, los lectores serbios de esa época pudieron familiarizarse con una variedad de formas poéticas, al ver que, excepto la poesía natural (que era común en la literatura serbia renovada), existían otras formas de poesía artística, y que, de hecho, esta era la más importante de todas. Došenović citó fuentes para sus poemas traducidos en los prefacios de sus libros, donde menciona a los italianos Iacopo Vittorelli (1749-1835) y Giovanni Battista Casti, y al ruso Mikhail Lomonosov. No fue la vanidad la que le ordenó no contar la fuente de cada poema por separado. No confiaba en esto. El ideal principal por el que se guio fue: ¿es posible tener diferentes canciones en el idioma serbio también? Esa posibilidad que él creía era completamente cierta, por lo que trató de hacer que todos los demás vieran su impresión. Mientras traducía sus ideales, no quería mostrarlos a la publicidad serbia. En ellos estaba tratando de encontrar solo una columna de apoyo, eligiendo lo que cree que es importante para la literatura de la poesía serbia por forma y / o contenido. 
El tema sobre el que solía escribir era el amor o la representación de las bellezas naturales; Por su forma fueron anacreónticos, sonetos y odas. En cada verso de Došenović se puede ver cómo las manos de los poetas están siendo atadas y la libertad de movimiento para un lenguaje usado que se está cortando. Quería escribir poemas en el lenguaje popular hablado por un hombre común. En general, en realidad solo escribía en lengua vernácula. Para alcanzar una autorización total, necesitaba hacer mucho más para poder lograrlo con éxito. La ortografía fue otro factor que influyó en él, ya que su lenguaje no era "claro".
Los comienzos de un lirismo más específico en la literatura moderna serbia están directamente relacionados con el trabajo poético de Došenović. Fue el primero en salir con las nuevas formas de anacreónicos, sonetos e incluso odas; fue el primero en comenzar a traducir otros poetas eminentes; También fue el primero en mostrar mayor libertad y agilidad en términos poéticos. Todo lo que hizo fue hablando de literatura estética. Por lo tanto, el Došenović es uno de los primeros esteticistas literarios serbios.
Došenović no quería rendirse a la forma de escribir poemas en ese tiempo. Sabía que tenía que ser diferente. Lo vio en otros pueblos, especialmente en los italianos; quería hacer un poema serbio realmente; debido a esto último, se pelea con cualquier cosa que ralentice la poesía artística: utiliza la forma, el lenguaje y la ortografía, y logra algunos éxitos.

## Obras
- Učastije radostei iz dolžnija ljubvi G. Mojsesu Miokovicu episk. Karlstadt od strani klira Lickago. Velencze, 1807.
- Čislenica ili nauka računa, Budim, 1809.
- Liriceska pjenija, Budim, 1809.
- Azbukoprotes, Budim, 1810.